# Аллаиха
Алла́иха (в верховье — Эликчян, якут. Аллайыаха) — река в Аллаиховском районе Якутии, левый приток реки Индигирки. Длина 563 км, площадь бассейна 12 400 км². 
Берёт начало на северных склонах Полоусного кряжа. Течёт преимущественно по Яно-Индигирской низменности. В бассейне много озёр (около 3700, общая площадь 765 км²); озёрность 6,2 %. Питание снеговое и дождевое. Замерзает обычно в конце октября, освобождается ото льда в конце мая. Среднегодовой расход воды в нижнем течении — около 40 м³/с.
По данным государственного водного реестра России входит в Ленский бассейновый округ.